# Bertre
Bertre ist eine französische Gemeinde mit 108 Einwohnern (Stand 1. Januar 2022) im Département Tarn in der Region Okzitanien. Sie gehört zum Kanton Le Pastel und zum Arrondissement Castres. Sie grenzt im Nordwesten an Magrin, im Norden an Teyssode (Berührungspunkt), im Nordosten an Prades, im Osten an Puylaurens, im Südosten an Appelle und im Südwesten an Lacroisille. Die Bewohner nennen sich die Bertrois.

## Bevölkerungsentwicklung
| Jahr      | 1962 | 1968 | 1975 | 1982 | 1990 | 1999 | 2008 | 2015 |
| --------- | ---- | ---- | ---- | ---- | ---- | ---- | ---- | ---- |
| Einwohner | 105  | 104  | 123  | 69   | 69   | 66   | 92   | 121  |